# Kristof Welvis
Kristof Welvis is een personage uit de Vlaamse ziekenhuisserie Spoed dat werd gespeeld door Wim Stevens. Hij was een vast personage van 2000 tot 2001.

## Personage
Kristof Welvis is een spoedarts die komt invallen in het team van Luc Gijsbrecht. Later, na de dood van Dirk Velghe, vraagt hij aan Luc, of hij Dirk mag vervangen.
Wanneer hij Iris Van Hamme, een mishandelde paaldanseres, als patiënt krijgt, reageert hij furieus op haar toestand. Niemand weet waarom hij dit doet, maar nadien blijkt dat zijn moeder ooit in hetzelfde milieu heeft verkeerd. Nadat Iris voldoende hersteld is, neemt hij haar onder zijn hoede en doet hij er alles aan haar uit het milieu te krijgen. Dit kost hem één keer bijna zijn leven, maar uiteindelijk slaagt hij in zijn opzet.
Iris en Kristof worden uiteindelijk een koppel, en ze raakt zwanger van hem. Ze besluiten ook te trouwen, maar tijdens de plechtigheid zakt Iris plots in elkaar. Er wordt even gevreesd dat Kristof zal moeten kiezen tussen moeder of kind, maar uiteindelijk loopt alles voor beiden goed af.

### Vertrek
Kristof verhuist samen met Iris naar Amerika, wanneer hij de kans krijgt er zich te gaan specialiseren. Hij wordt vervangen door Cricri N'Koto.

## Familie
- Iris Van Hamme (echtgenote)
- Kim Welvis (dochter met Iris)